# Рюфен, Жан-Кристоф
Жа́н-Кри́стоф Рюфе́н (фр. Jean-Christophe Rufin; род. 28 июня 1952 года) — французский врач, писатель (лауреат Гонкуровской премии за роман «Красная Бразилия» (2001)), путешественник, президент французского подразделения Action Against Hunger.

## Произведения
- L’Abyssin (Абиссинец), 1997
- Rouge Brésil (Красная Бразилия или Красный цвет Бразилии), 2001
- Le Parfum d’Adam (Не бойся Адама), 2007
- Бессмертным путем святого Иакова. — М.: ЗАО «Центрполиграф», 2014. — 255 с. — ISBN 978-5-277-05399-2.
- Кругосветное путешествие короля Соболя. — М.: Иностранка, 2020. —  377 с. — ISBN 978-5-389-15848-1.

## Экранизации
- «Красный цвет Бразилии» (Rouge Brésil) — режиссёр Сильвен Аршамбо (Франция, Бразилия, 2013)